# Heike Makatsch
Heike Makatsch est une actrice, chanteuse, écrivaine et présentatrice de télévision allemande née le 13 août 1971 à Düsseldorf.

## Biographie

### Enfance et éducation
Heike Makatsch est née le 13 août 1971 à Düsseldorf en Allemagne. Son père, Rainer Makatsch, est un ancien gardien de but de l'équipe d'Allemagne de hockey sur glace. Sa mère est institutrice.
Elle grandit à Düsseldorf, fréquente l'école primaire Montessori puis le Max-Planck-Gymnasium.
En 1988, elle passe plusieurs mois au Nouveau-Mexique pour perfectionner son anglais.
Elle étudie la politique et la sociologie à l'Université de Düsseldorf jusqu'en 1994. Elle se lance ensuite dans une formation pour devenir couturière, mais ne la termine pas. Elle habite à Berlin.

### Carrière
Sa carrière à la télévision débute en 1993 sur la chaîne de télévision musicale allemande VIVA, sur laquelle elle anime entre autres deux émissions Interaktiv et Heikes Hausbesuch.
D'août 1995 à août 1996, elle présente Bravo TV sur RTL II. En 1997, son émission hebdomadaire Heike Makatsch Show est déprogrammée, à la suite de baisses d'audience, après huit saisons. 
Sa carrière d'actrice commence en 1996 avec le film Männerpension de Detlev Buck où elle joue aux côtés de Til Schweiger. Elle reçoit pour ce rôle le prix du Meilleur jeune espoir féminin aux Prix du film bavarois. Elle interprète dans ce film le titre Stand by Your Man de Tammy Wynette.
En 2009, elle tient le rôle-titre dans le film Hilde, adaptation de l'autobiographie de Hildegard Knef Der geschenkte Gaul, et incarne le Dr Hope Bridges Adams-Lehmann à la télévision.
En 2016, elle apparaît dans un épisode spécial de la série télévisée policière germanophone à succès Tatort, intitulé Fünf Minuten Himmel, dans lequel elle incarne une commissaire de police à Fribourg-en-Brisgau.

### Vie privée
Elle a été en couple avec Daniel Craig de 1994 à 2001. Elle a trois enfants. 

## Filmographie

### Cinéma

#### Longs métrages
- 1996 : Männerpension de Detlev Buck : Maren Krummsieg
- 1997 : Berlin Niagara (Obsession) de Peter Sehr : Miriam Auerbach
- 1998 : ¿Bin ich schön? de Doris Dörrie : Vera
- 1998 : Aime ton prochain (Liebe deine Nächste!) de Detlev Buck : Isolde
- 1999 : Aimée et Jaguar (Aimée und Jaguar) de Max Färberböck : Klärchen
- 1999 : Die Häupter meiner Lieben d'Hans-Günther Bücking : Maja
- 2000 : Gripsholm de Xavier Koller : La princesse
- 2001 : Shopping de nuit (Late Night Shopping) de Saul Metzstein : Madeline Zozzocolovich
- 2001 : Ein Göttlicher Job de Thorsten Wettcke : Katinka Sirena
- 2002 : Resident Evil de Paul W. S. Anderson : Dr Lisa Addison
- 2002 : Le Défi (Nackt) de Doris Dörrie : Emilia
- 2002 : Nachts im Park d'Uwe Janson : Katharina Lumis
- 2003 : Love Actually de Richard Curtis : Mia
- 2003 : Anatomie 2 de Stefan Ruzowitzky : Viktoria
- 2003 : Europe 99euro-films2 de Benjamin Quabeck : Maren (segment Ich hab Musik dabei)
- 2005 : Tara Road de Gillies MacKinnon : Bernadette
- 2005 : Un coup de tonnerre (A Sound of Thunder) de Peter Hyams : Alicia Wallenbeck
- 2005 : Keine Lieder über Liebe de Lars Kraume : Ellen
- 2005 : Almost Heaven (de) d'Ed Herzog : Helen Schuster
- 2006 : Hui Buh : Le Fantôme du château (Hui Buh, das Schlossgespenst) de Sebastian Niemann : Comtesse Leonora zu Etepetete
- 2007 : Un amour de sœur (Schwesterherz) d'Ed Herzog : Anne (également scénariste)
- 2007 : Mrs. Ratcliffe's Revolution de Bille Eltringham : Mme Unger
- 2009 : Hilde de Kai Wessel : Hildegard Knef
- 2011 : Tom Sawyer d'Hermine Huntgeburth : Tante Polly
- 2012 : Les aventures de Huck Finn (Die Abenteuer des Huck Finn) d'Hermine Huntgeburth : Tante Polly
- 2013 : La Voleuse de livres (The Book Thief) de Brian Percival : La mère de Liesel
- 2013 : Sa dernière course (Sein letztes Rennen) de Kilian Riedhof : Birgit Averhoff
- 2014 : Géographie du cœur malchanceux (Geography of the Heart) de David Allain et Alexandra Billington : Rachel (segment Berlin)
- 2014 : Wir machen durch bis morgen früh de Lars Becker : Melanie Struttmann
- 2014 : Alles ist Liebe de Markus Goller : Clara
- 2014 : About a Girl de Mark Monheim : Sabine
- 2016 : Rico, Oskar und der Diebstahlstein de Neele Leana Vollmar : Kellnerin
- 2017 : Das Pubertier de Leander Haußmann : Sara
- 2017 : Fremde Tochter de Stephan Lacant et Mutlu Acar : Hannah
- 2018 : Das schönste Mädchen der Welt d'Aron Lehmann : Mme Reimann
- 2019 : Ich war noch niemals in New York de Philipp Stölzl : Lisa Wartberg
- 2019 : Benjamin Blümchen de Tim Trachte : Zora Zack
- 2020 : Reste avec moi (Gott, du kannst ein Arsch sein) d'André Erkau : Eva Pape

#### Courts métrages
- 2003 : Confused de Camille Griffin : Nickey
- 2016 : Speechless de Robin Polák : La mère

### Télévision

#### Séries télévisées
- 1999 : Camino de Santiago : Tea
- 2002 : Die Affäre Semmeling : Silke Semmeling
- 2015 - 2016 : Couples : Une patiente
- 2016 / 2018 / 2021 - 2023 : Tatort : Ellen Berlinger
- 2018 : Neo Magazin : La psychiatre
- 2022 : Herzogpark : Maria Schreiber

#### Téléfilms
- 1999 : Das Gelbe vom Ei de Lars Becker : Floris Blinker
- 1999 : Männer und andere Katastrophen d'Ulli Baumann : Judith
- 2000 : Longitude de Charles Sturridge : Reine Charlotte
- 2003 : Das Wunder von Lengede de Kaspar Heidelbach : Renate Reger
- 2004 : 7 mois pour devenir papa (Familie auf Bestellung) d'Urs Egger : Eva
- 2005 : Margarete, le génie d'une femme (Margarete Steiff) de Xaver Schwarzenberger : Margarete Steiff
- 2008 : Schade um das schöne Geld de Lars Becker : Mirabel Blinker
- 2009 : Le Combat d'une femme (Dr. Hope - Eine Frau gibt nicht auf) de Martin Enlen : Dr Hope Bridges Adams
- 2012 : Retour au pays (Die Heimkehr) de Jo Baier : Katarina Endriss
- 2012 : Sechzehneichen d'Henk Handloegten : Laura Eichhorn
- 2016 : Zweimal zweites Leben de Peter Henning et Claudia Prietzel : Ännie Borchert
- 2019 : Zielfahnder : Blutiger Tango de Stephan Lacant : Gisela Tezloff
- 2020 : 9 Tage wach de Damian John Harper : Liane Stehfest
- 2021 : Zero de Jochen Alexander Freydank : Cynthia Bonsant

## Discographie

### Albums
- 1997 : Obsession (musique du film Berlin Niagara)
- 2005 : Almost Heaven (du film Almost Heaven)
- 2009 : Hilde (musique du film Hilde)
- 2009 : Die schönsten Kinderlieder (avec Max Schröder)

### Singles
- 1996 : Stand By Your Man (du film Männerpension)
- 1997 : This Girl Was Made for Loving (avec Dirk Felsenheimer, du film Berlin Niagara)
- 1999 : Fifty Ways to Leave Your Lover (du film Die Häupter meiner Lieben)
- 2015 : Was hast du heut' so gemacht (avec Der Hund Marie, pseudonyme de Max Schröder, paru sur Various Artists - Gute Nacht Sterne)[1]

## Publication
Heike Makatsch est l'autrice de Keine Lieder über Liebe – Ellens Tagebuch.